# Altria Group
Altria Group, Inc., do 27. ledna 2003 Philip Morris Companies Inc., je jeden z největších výrobců tabákových výrobků na světě.

## Stav společnosti
Byla založena pod jménem Phillip Morris roku 1860 v Londýně; její nynější vedení ale sídlí v New Yorku. Jejím současným CEO je Louis Camilleri. Altria má 10 400 zaměstnanců, její dceřiné společnosti pak téměř 200 000 zaměstnanců po celém světě (jen jí ovládaná Kraft Foods jich má téměř 100 000). Její roční výnosy přesahují sto a čisté zisky dvanáct miliard dolarů, což z ní dělá jednu z největších korporací na světě. Jenom její značka (pátá nejcennější na světě) má cenu 38 milionů 510 tisíc dolarů.

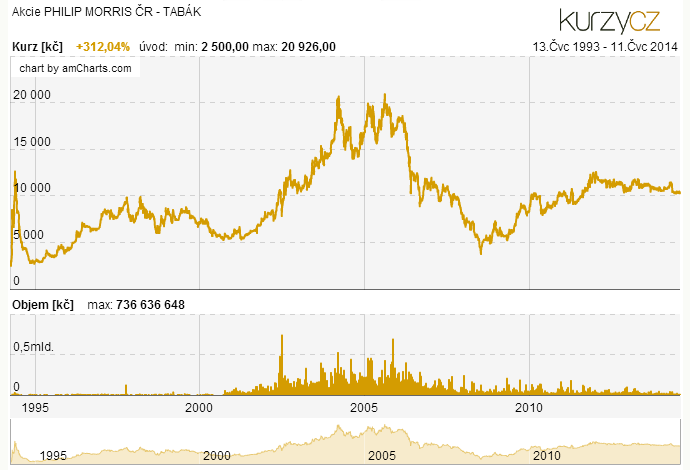
Akcie PHILIP MORRIS ČR, graf ceny na Burze Praha

Mezi nejznámější produkty společností, které vlastní, patří např. cigarety Marlboro a L&M. Altria má pobočky v Evropě, Severní a Jižní Americe, v regionu Blízkého Východu, v Asii a Austrálii, vlastní přes 220 firem a společností, mezi amerického potravinářského giganta Kraft Foods, kterého ovládá vlastnictvím 84 % jeho akcií, a prostřednictvím jeho další známé evropské potravinářské firmy, orientující se na mléčné výrobky, výrobce čokolády (Milka, 3bit, Toblerone, Côte d'Or), čipsů (Chips Ahoy!), nápojů (Tang), vína, atd. Vlastní též 28,7 % akcií veřejné společnosti SABMiller, která v minulosti vlastnila i některé značky piv v České republice (Plzeňský Prazdroj, Gambrinus, Radegast).

## Philip Morris ČR
Altria Group je 100% vlastníkem společnosti Philip Morris International Inc., která má zprostředkovaně majoritní podíl ve společnosti Philip Morris ČR a.s.. Na český trh vstoupila v roce 1992 ziskem majoritního podílu v tehdejším státním podniku Tábak a.s. Nákup akcií a investice ve výši více než 420 milionů dolarů představuje druhou největší akvizici v 90. letech v Československu. Od té doby již investovala v Česku několik miliard korun na zlepšení a zefektivnění výroby.
Philip Morris ČR a.s. je společnost se sídlem v Kutné Hoře, kde má svůj výrobní závod. Pracuje zde více než 1000 zaměstnanců a vyváží své tabákové výrobky do 30 zemí světa. Philip Morris ČR a.s. je kotovaná na české Burze cenných papírů a dominuje českému trhu tabákových výrobků s tržním podílem 44,4 %, zejména díky narůstající popularitě bezdýmných IQOS a HEETS. 

## Kritika
- Lobbying (zejména pro její tabákovou sekci) – jen v letech 1998–2004 investovala do lobbyingu u americké vlády přes 100 milionů dolarů.[13]
- Podporuje organizace a think tanky (a jejich kampaně), které se věnují popírání nebo bagatelizování (zejména antropogenního) globálního oteplování.[14]
- Phillip Morris byl kritizován za interní rozvahu nákladů a přínosů ohledně případného plošného zákazu kouření v České republice. V sekci nákladů rozvaha obsahovala zvýšené náklady na léčbu a zdravotní péči (primárních a sekundárních) kuřáků, v sekci přínosů společnost uvedla úlevy na daních z obratu, úspory na zdravotní péči z předčasných úmrtí kuřáků a úspory na důchodech a péči o důchodce, kteří by vlivem kouření zemřeli dříve. V její rozvaze společnosti vyšlo, že by získala 1227 dolarů na člověka a 147 milionů dolarů celkem v případě, že by kouření a prodej jejich cigaret nebylo nijak omezeno.[15]